# Pachytriton changi
Espèce
Pachytriton changi est une espèce d'urodèles de la famille des Salamandridae. 

## Répartition
Cette espèce est endémique de République populaire de Chine. Son origine précise est incertaine car elle a été découverte dans un magasin de vente d'animaux au Japon.

## Description
Le mâle holotype mesure 84,2 mm de longueur standard et 88,5 mm de queue.

## Étymologie
Cette espèce est nommée en l'honneur de Mangven L. Y. Chang (1902-).

## Publications originales
- Nishikawa, Matsui & Jiang, 2012 : A new species of Pachytriton from China (Amphibia: Urodela: Salamandridae). Current Herpetology, vol. 31, no 1, p. 21-27.